# Billboard (časopis)
Billboard (The International Music-Record-Tape Newsweekly) je americký týdeník věnující se hudebnímu průmyslu a hudebním žebříčkům. Magazín informuje o hitparádách a žebříčcích, nejznámější hitparáda je zřejmě Billboard Hot 100, ve které jsou písničky bez ohledu na styl, závisí zde především na prodejnosti jednotlivých písní (případně singlů). Naproti tomu hitparáda Billboard 200 informuje o 200 nejprodávanějších albech.
Časopis Billboard založili v roce 1894 William Donaldson a James Hennegan jako obchodní publikaci pro reklamy a plakáty. Donaldson získal Henneganův podíl v roce 1900 za 500 dolarů. V začátku 20. století se zabýval zábavním průmyslem, jako jsou cirkusy, veletrhy a burleskní show, a také vytvořil poštovní službu pro cestující umělce. Billboard se začal více zaměřovat na hudební průmysl, jakmile se začali běžně používat jukeboxy, gramofony a rádia.
Grafy Billboardu stanovují míru popularity a významnosti jednotlivých děl a skupin.
Od roku 2009 je Billboard v rukou obchodní skupiny e5 Global Media.

## Historie

### Začátky

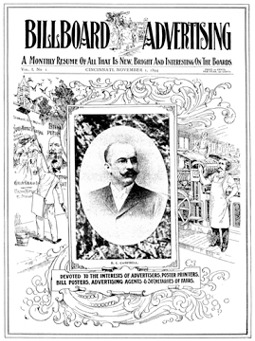
První vydání z roku 1894

První číslo časopisu Billboard bylo vydáno v Cincinnati ve státě Ohio Williamem Donaldsonem a Jamesem Henneganem 1. listopadu 1894. Zpočátku se časopis zabýval reklamou a vylepováním plakátů a byl známý jako Billboard Advertising. V té době byly hlavním prostředkem reklamy billboardy, plakáty a papírové reklamy umístěné na veřejných prostorech. Donaldson se staral o redakci a reklamu, zatímco Hennegan, který vlastnil tiskárnu Hennegan Printing Co., řídil produkci časopisu. První čísla měla pouhých osm stran. Publikace byla z Billboard Advertising v roce 1897 přejmenována na The Billboard.

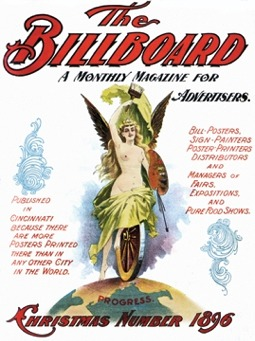
Vánoční číslo z roku 1896

Po krátkém odchodu kvůli redakčním neshodám koupil Donaldson v roce 1900 Henneganův podíl v podniku za 500 dolarů (dnes to odpovídá 15 100 dolarům), aby jej zachránil před bankrotem. 5. května Donaldson změnil publikaci z měsíčníku na týdeník s větším důrazem na aktuální zprávy. Zlepšil redakční kvalitu a otevřel nové kanceláře v New Yorku, Chicagu, San Franciscu, Londýně a Paříži a také více zaměřil časopis na zábavní průmysl, jako jsou veletrhy, karnevaly, cirkusy, estráda a burleskní představení. Billboard se také zabýval tématy jako profesionalita nebo ekonomika. Měl sloupek o soukromém životě bavičů nazvaný „stage gossip“. Donaldson také publikoval novinové články vystupující proti cenzuře a kritizující žlutou žurnalistiku.
S rozvojem železnic umožnil časopis zavést systém přeposílání pošty pro cestující umělce. Poloha umělce byla sledována v rubrice „Routes Ahead“ a poté Billboard přijímal poštu jménem hvězdy a ve své rubrice „Letter-Box“ zveřejňoval oznámení, že pro něj či ni má poštu. Tato služba byla poprvé představena v roce 1904 a stala se jedním z největších zdrojů zisku a kontaktů s celebritami Billboardu. K roku 1914 tuto službu využívalo 42 tisíc lidí.
V roce 1920 Donaldson se dostal do kontroverze, poté co najal černošského novináře Jamese Alberta Jacksona, aby psal týdenní sloupek věnovaný černošským umělcům. Jackson byl prvním černošským kritikem v celostátním časopise s převážně bílým publikem. Podle jeho vnuka Donaldson také byl proti identifikaci umělců podle jejich rasy. V roce 1925 Donaldson zemřel.

### Zaměření na hudbu
Redakční obsah Billboardu změnil zaměření s vývojem technologií a časopis se začal zabývat „zázraky moderní technologie“, jako jsou fonografy a bezdrátová rádia. Časopis začal psát o mincovních automatech v roce 1899 a v březnu 1932 vytvořil specializovanou sekci s názvem Zábavní automaty. Billboard se začal zabývat filmovým průmyslem v roce 1907, ale kvůli silné konkurenci ze strany časopisu Variety se zaměřil na hudbu. Ve 20. letech 20. století byla založena rozhlasová stanice Billboardu. 
Jukeboxový průmysl dále rostl i během Velké hospodářské krize,  což vedlo k ještě většímu zaměření redakce na hudbu. Zvyšující se používání fonografu a rádia také přispělo k rostoucí soustředěnosti na hudbu. Billboard zveřejnil první hudební hitparádu 4. ledna 1936 a v lednu 1939 představil svého průvodce nákupem desek s názvem Record Buying Guide. V roce 1940 představila žebříček Chart Line, který sledoval nejprodávanější desky, a v roce 1944 následoval žebříček pro jukeboxové desky s názvem Music Box Machine. Ve 40. letech 20. století už byl Billboard spíše specializovanou publikací pro hudební průmysl. Počet vydávaných hitparád po druhé světové válce vzrostl, protože nové hudební žánry se staly populárními. V roce 1987 vydával osm hitparád, které pokrývaly různé žánry a formáty, a k roku 1994 dvacet osm hitparád.
V roce 1943 měl Billboard okolo 100 zaměstnanců. Kanceláře časopisu se v roce 1946 přestěhovaly do Brightonu ve státě Ohio a poté v roce 1948 do New Yorku.

## Zahraniční vydání

### Aktivní
- Billboard Arabia (2023–současnost)
- Billboard Argentina (2013–současnost)
- Billboard Brasil (2009–2019, 2023–současnost)
- Billboard Canada (2023–současnost)
- Billboard China (2016–2019, 2022–současnost)
- Billboard Colombia (2024–současnost)
- Billboard France (2025–současnost)
- Billboard Georgia (2022–současnost)
- Billboard Italia (2019–současnost)
- Billboard Japan (2008–současnost)
- Billboard Korea (2024–současnost)
- Billboard Peru (2023–současnost)
- Billboard Philippines (2016–2018, 2023–současnost)

### Neaktivní či zaniklé
- Billboard Greece (vydáno 2011, zaniklé)
- Billboard Indonesia (vydáno 2018, zaniklé)
- Billboard Thailand (vydáno 2016, zaniklé)
- Billboard Türkiye (2006–2010)
- Billboard Việt Nam (2017–2023)